# Городское поселение Куминский
Городское поселе́ние Куминский — муниципальное образование в Кондинском районе Ханты-Мансийского автономного округа Российской Федерации.
Административный центр — посёлок городского типа Куминский.

## История
Статус и границы городского поселения установлены Законом Ханты-Мансийского автономного округа - Югры от 25 ноября 2004 года № 63-оз «О статусе и границах муниципальных образований Ханты-Мансийского автономного округа - Югры»

## Население
| 2009  | 2010  | 2012  | 2013  | 2014  | 2015  | 2016  |
| ----- | ----- | ----- | ----- | ----- | ----- | ----- |
| 2668  | ↗3116 | ↘3005 | ↘2944 | ↘2895 | ↘2843 | ↘2801 |
| 2017  | 2018  | 2019  | 2020  | 2021  |       |       |
| ↘2758 | ↘2693 | ↘2669 | ↘2658 | ↘2504 |       |       |

## Состав городского поселения
| № | Населённый пункт | Тип населённого пункта      | Население |
| - | ---------------- | --------------------------- | --------- |
| 1 | Куминский        | пгт, административный центр | ↘2504     |